# Punta Vidaurre
Punta Vidaurre (spanisch) ist eine niedrige Landspitze im Südwesten von Nelson Island im Archipel der Südlichen Shetlandinseln. Sie liegt unmittelbar östlich des Ross Point an der Einfahrt zur Nelson Strait.
Chilenische Wissenschaftler benannten sie. Der weitere Benennungshintergrund ist nicht überliefert.